# Port lotniczy Ixtapa-Zihuatanejo
Port lotniczy Ixtapa-Zihuatanejo (IATA: ZIH, ICAO: MMZH) – port lotniczy położony pomiędzy Ixtapa i Zihuatanejo, w stanie Guerrero, w Meksyku.